# Condé-Sainte-Libiaire
Condé-Sainte-Libiaire é uma comuna francesa localizada na região administrativa da Île-de-France, no departamento Sena e Marne. A comuna possui 1365 habitantes segundo o censo de 1990.